# Igreja Presbiteriana Reformada do Malawi
A Igreja Presbiteriana Reformada do Malawi (IPRM) - em inglês Reformed Presbyterian Church of Malawi (ARPCM)  - é uma denominação reformada presbiteriana no Malawi, formada em 1985, por evangelístas do Malawi, com o auxílio de missionários da Igreja Presbiteriana Livre da Escócia.

## História
A Igreja Presbiteriana Reformada do Malawi foi formada em 1984, por evangelistas do Malawi, com a ajuda de missões da Igreja Presbiteriana Livre da Escócia. Com o crescimento, a denominação organizou seu sínodo em 2005.
Em 2020, a denominação incorporou a Igreja Presbiteriana Reformada Associada no Malawi.

## Doutrina
A IPRM subscreve a Confissão de Fé de Westminster, Catecismo Maior de Westminster e Breve Catecismo de Westminster.

## Relações intereclesiásticas
A denominação tem relações com a  Igreja Presbiteriana Livre da Escócia e Igreja Reformada Restaurada.